# 航空医学

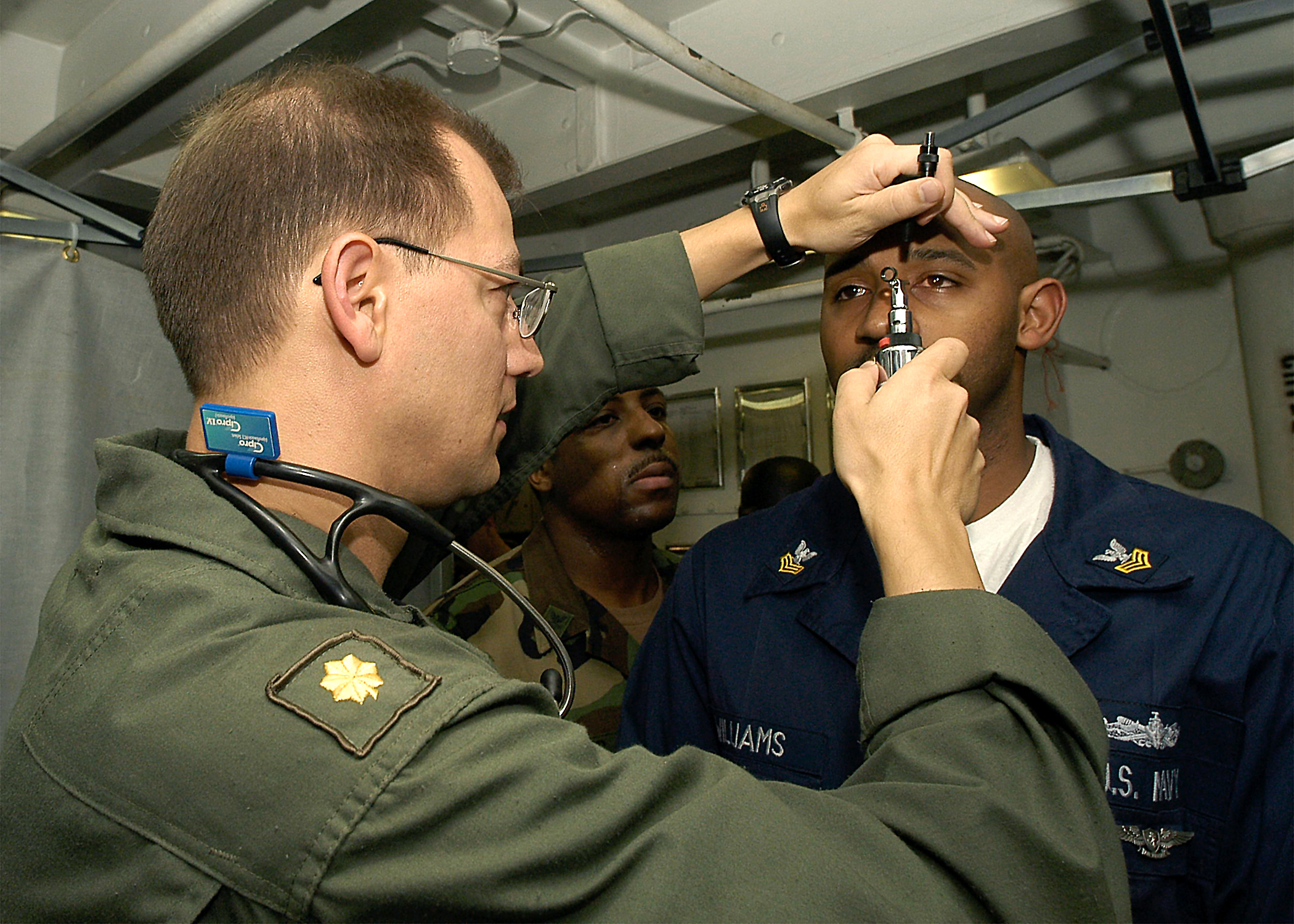
航空医官（フライトサージャン）による航空機の乗員の身体検査

航空医学（こうくういがく、英: aviation medicine）は、環境医学の分野の1つであり、人間が高所・上空へ移動することによって生じる、様々な医学的問題を研究する学問である。

## 概要
高度が上がると気圧と外気温が低下する。具体的には、305 mごとに気温は平均2℃、1000 ｍごとに気圧は約100 hPa変化する。商業用の航空機が一般的に飛ぶような高度1万m近くに達すると、なんの対策も取らずに運動を行うなど酸素を消費する活動を行うと酸素が足りず死に至るか気絶する。高度1万mに達する前や運動を控えて気絶に至らなくとも、判断力の低下、倦怠感、凍傷など様々な身体的な症状が現れる。
搭乗する航空機によっては、高い加速度（G）が加わり、振動でシェイクされ、宇宙線によって被ばくする。

## 日本の航空医学
日本では、終戦後の1957年に、航空自衛隊において臨時航空医学実験隊が立川に新編されたことをきっかけとして、航空医学が始まった。

## 扱う分野
現在、航空医学では主に、航空機の乗員および客室乗務員の健康管理や、航空身体検査などの医学的適性の管理、航空機に搭乗する乗客の健康管理（渡航医学にも関係）、環境医学的問題（環境生理学・人間工学などにも関係）などのほか、産業衛生学・臨床疫学的な観点からの問題、さらには航空救急に関する問題など、様々な問題・分野について研究が行われている。

## パイロットの状態分類
アメリカ合衆国における輸送に関連する事故などを調査し原因究明を行っている国家運輸安全委員会(NTSB)は、パイロットの操縦能力に支障が出た際に以下の分類分けを行っている。
突発性機能喪失（インキャパシテーション、Incapacitation）
突発性の病気や気絶など、なにかしらの事情により完全に操縦不能になった状態
インペアメント(impairment)
突発性機能喪失に至らないまでも操縦に支障が出ている状態